# Il vegetale
Il vegetale è un film del 2018 diretto da Gennaro Nunziante.

## Trama
Fabio Rovazzi è un neolaureato milanese in cerca di lavoro, figlio di un ricco e avido proprietario di una ditta, Bruno Rovazzi, che non aiuta il figlio a trovare un lavoro definendolo un incapace, il vegetale. Infatti Fabio non parla col padre da cinque anni, poiché questi ha messo su un'altra famiglia appena dopo la morte della madre. Fabio condivide dunque la casa con un suo amico pugliese, Nicola. Fabio inizia a fare dei colloqui, che supera brillantemente, ottenendo un lavoro «nella pubblicità». In realtà si tratta di semplice volantinaggio. Nel frattempo la ragazza lo lascia per andare a fare la cameriera a Londra, e suo padre ha un incidente stradale con la sua compagna, rimanendovi in coma. Fabio si ritrova così titolare dell'impresa paterna; scopre così di essere all'oscuro della situazione familiare: il padre, da geometra, era diventato ingegnere (laureandosi a Tirana) e poi si era trasferito in un lussuoso attico nel centro di Milano. Fabio però non accetta i compromessi del padre e denuncia un tentativo di abuso edilizio, finendo però per dover chiudere l'impresa, liquidando tutto il personale e dovendo vendere la casa paterna.
Nel frattempo la ditta di volantinaggio lo cerca di nuovo perché si è dimostrato l'unico collaboratore onesto, e gli propone uno «stage» in un paesino del centro Italia. Fabio si trasferisce speranzoso nel nuovo centro con la sorellina a carico, presto però scopre che lo stage consiste nel raccogliere pomodori e svolgere altri lavori da bracciante agricolo. Nonostante tutto va avanti e qui conosce la bella maestra di scuola di sua sorella, Caterina, e un personaggio locale, Armando, presidente della squadra di calcio locale, a cui tutti danno rispetto e che prende Fabio sotto la sua protezione. Tra Fabio e Armando nasce una bella amicizia e lo stesso Armando incoraggia Fabio a dichiararsi a Caterina. Il giovane milanese, in procinto di rivelarle i suoi sentimenti, scopre però che la ragazza sta invece per sposarsi, conoscendone il fidanzato trentino.
Terminato lo stage e deluso sentimentalmente, Fabio torna a Milano, dove si trova a carico anche la madre di sua sorella, nel frattempo dimessa dall'ospedale, e poco dopo anche suo padre, ormai sul lastrico, che viene pure arrestato in seguito alla denuncia sporta a suo tempo da Fabio stesso. Tornato nell'impresa che gli aveva offerto lo stage, scopre che il presidente altri non è che il suo amico Armando, il quale vorrebbe assumerlo per il suo aver dimostrato, in occasione dello stage, una brillante sopportazione di tutte le umiliazioni e difficoltà, però non può fargli un contratto regolare. Alla proposta di effettuare un ulteriore stage in un'impresa di pulizie Fabio se la dà a gambe.
Poco tempo dopo il vecchio team dell'impresa del padre cerca di raggirarlo di nuovo, ma lui non cede il terreno in sua proprietà: decide invece di utilizzarlo per mettere su un'impresa di prodotti biologici che, grazie all'aiuto di tutti i suoi familiari e di Nicola, avrà un ottimo successo (supportato anche dalla stella televisiva Barbara d'Urso). Qui impiega anche il padre, in permesso di lavoro durante la detenzione carceraria, il quale è costretto ad entrare nella mentalità di Fabio, improntata all'ideale dell'onestà al 100%. Poco tempo dopo ritrova anche la maestrina di cui si era innamorato, scoprendo che ha lasciato il ragazzo con cui doveva sposarsi, e con la quale potrà finalmente avviare una storia.

## Produzione
Il film è stato girato in parte a Milano, a Bereguardo in provincia di Pavia presso un'azienda agricola e in parte in varie località rurali della provincia di Rieti, tra cui Greccio, Contigliano, Labro, Cottanello, il lago del Turano e nella provincia di Terni presso il lago di Piediluco. Il budget del film è di oltre 5 milioni di euro.

## Promozione
Il primo trailer è stato pubblicato il 20 dicembre 2017.

## Distribuzione
Il film è stato distribuito il 18 gennaio 2018 nelle sale cinematografiche, distribuito dalla The Walt Disney Company Italia.

## Accoglienza

### Incassi
Al quarto giorno dall'esordio, incassa 1478353 € e arriva al secondo posto al box office. Nella seconda settimana di programmazione incassa altri 1110754 €, classificandosi al quarto posto. L'incasso totale è di circa 2587863 €, salendo al primo posto al box office. Nella terza settimana di programmazione del film nelle sale, il film incassa altri 450000 € con un totale di 2950863 € e, a fine week end, si classifica al quinto posto al box office Italia. In totale al 5 febbraio 2018 il film conta 3120748 € di incassi, concludendo la terza programmazione cinematografica del film, il 7 febbraio 2018. E dopo la quarta e la quinta programmazione del film, conclusa il 20 febbraio 2018, il film incassa altri 150.000 €, arrivando ad un totale di 3900698 €, classificandosi sedicesimo al box office. Ad oggi gli incassi del film contano 4500875 € contro un budget di quasi 5 milioni di euro.